# Vila do Carvalho
Vila do Carvalho és una freguesia portuguesa del municipi de Covilhã, al nord de la seu del municipi, amb 9,93 km² d'àrea i 1.741 habitants (al 2011). La densitat demogràfica n'és de 175,3 hab/km².
Fou elevada a categoria de vila el dia 24 d'agost del 1989.
Fou eliminada al 2013, en l'àmbit d'una reforma administrativa nacional, i s'agregà a la freguesia de Cantar-Galo, per formar-ne una nova de nova denominada Unió de les Freguesies de Cantar-Galo i Vila do Carvalho de la qual és la seu.

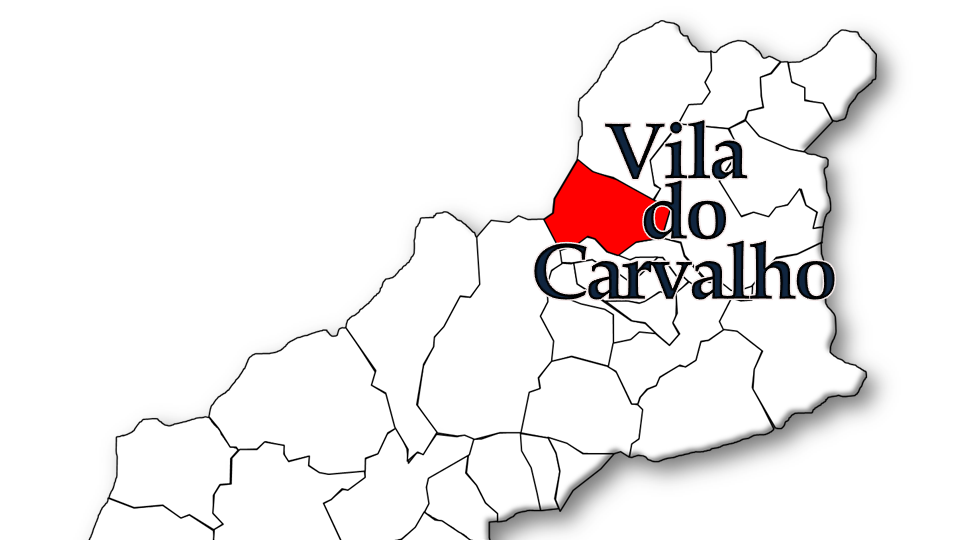
Situació al municipi de Covilhã

## Població
| Població de Vila do Carvalho | Població de Vila do Carvalho | Població de Vila do Carvalho | Població de Vila do Carvalho | Població de Vila do Carvalho | Població de Vila do Carvalho | Població de Vila do Carvalho | Població de Vila do Carvalho | Població de Vila do Carvalho | Població de Vila do Carvalho | Població de Vila do Carvalho | Població de Vila do Carvalho | Població de Vila do Carvalho | Població de Vila do Carvalho | Població de Vila do Carvalho |
| ---------------------------- | ---------------------------- | ---------------------------- | ---------------------------- | ---------------------------- | ---------------------------- | ---------------------------- | ---------------------------- | ---------------------------- | ---------------------------- | ---------------------------- | ---------------------------- | ---------------------------- | ---------------------------- | ---------------------------- |
| 1864                         | 1878                         | 1890                         | 1900                         | 1911                         | 1920                         | 1930                         | 1940                         | 1950                         | 1960                         | 1970                         | 1981                         | 1991                         | 2001                         | 2011                         |
| 1 059                        | 1 366                        | 1 964                        | 2 075                        | 2 446                        | 1 917                        | 2 672                        | 3 314                        | 4 043                        | 4 754                        | 3 751                        | 5 582                        | 3 723                        | 2 090                        | 1 741                        |

En els censos fins al 1991 apareix designada com a Aldeia do Carvalho.
Amb llogarets d'aquesta freguesia es va crear, per la Llei núm. 24/97, de 12 de juliol, la freguesia de Canhoso (Font: INE).

## Geografia
Situada en la part nord del municipi de Covilhã, als estreps de la serra de l'Estrela, fa frontera amb les freguesies de Cortes do Meio (a l'oest), Cantar Galo (al sud), Teixoso (al nord-est), Canhoso (a l'est), Verdelhos (al nord), i dista 4 quilòmetres de la seu del municipi, amb S. Pedro (al nord-oest), al municipi de Manteigas.

## Història
Seguint una carretera denominada "balconada màgica", es localitza l'antiga població de Carvalho, al marge dret de la riba del mateix nom. Vila del Carvalho dista 4 quilòmetres de la seu del municipi.
Denominada inicialment Aldeia do Carvalho, de la qual formava part el territori de les recents freguesies de Canhoso i Cantar Galo, fou elevada a la categoria de vila el 24 d'agost del 1989.
La componen aquests llogarets: Acinzas, Barreira, Barroca, Cabeço Gordo, Calva, Castinçal, Lameiro da Mouta, Perdigueiros, Portais, Portela, Pouso, Prazo, Rego da Água, S. Domingos, Trapas, Vale de Candeias, Beringueira, la zona de Castelo Bárbaro i Ribeiro da Relva.
Sobre l'origen etimològic del nom de la localitat es registren dues versions. Una, considera que el nom prové de la proliferació en la població de diversos roures; altra, matisa que a l'indret on els roures haurien existit en abundància, un roure notable s'hauria destacat en relació als altres, i donà nom al primitiu llogaret.

## Patrimoni cultural i edificat
- Església de Nossa Senhora da Conceição (parroquial)
- Memorial de l'Expedició de la Societat de Geografia a la serra de l'Estrela, presidida per Hermenegildo Carlos de Brito Capello (capità tinent de l'armada reial, explorador geògraf) i pel Dr. José Thomás de Sousa Martins (professor de l'Escola medicoquirúrgica de Lisboa), el 1881.
- Llogaret de Vila de Mouros
- Penya (Fraga da Pena)
- Lapa das Cachopas
- Poio dos Corvos
- Balconada Màgica

Vila do Carvalho té gran part del territori dins els límits del Parc Natural de la Serra de l'Estrela, i és per això que té diversos punts d'interés natural, com ara Vila de Mouros, Fraga da Pena, Lapa das Cachopas, Poio dos Corvos, Picoto, Aguilhão.